# La Almita
La Almita är en ort i Mexiko.   Den ligger i kommunen Caborca och delstaten Sonora, i den nordvästra delen av landet, 1 800 km nordväst om huvudstaden Mexico City. La Almita ligger 176 meter över havet och antalet invånare är 644.
Terrängen runt La Almita är platt. Runt La Almita är det mycket glesbefolkat, med 6 invånare per kvadratkilometer. Närmaste större samhälle är Siempre Viva, 4,7 km norr om La Almita. Omgivningarna runt La Almita är i huvudsak ett öppet busklandskap.